# Emma Cohen
Emmanuela Beltrán Rahola, nota come Emma Cohen (Barcellona, 21 novembre 1946 – Madrid, 11 luglio 2016), è stata un'attrice, regista e sceneggiatrice spagnola.

## Filmografia parziale

### Attrice
Cinema
- Tuset Street, regia di Jorge Grau e Luis Marquina (1968)
- Teste tagliate (Cabezas cortadas), regia di Glauber Rocha (1970)
- Españolas en París, regia di Roberto Bodegas (1971)
- El techo de cristal, regia di Eloy de la Iglesia (1971)
- Due maschi per Alexa (Fieras sin jaula), regia di Juan Logar (1971)
- Le pistolere (Les pétroleuses), regia di Christian-Jaque (1971)
- L'appartamento del 13º piano (La semana del asesino), regia di Eloy de la Iglesia (1972)
- Condenados a vivir, regia di Joaquín Luis Romero Marchent (1972)
- Perché mamma ti manda solo? (Trop jolies pour être honnêtes), regia di Richard Balducci (1972)
- Il terrore sorge dalla tomba (El espanto surge de la tumba), regia di Carlos Aured (1973)
- Al otro lado del espejo, regia di Jesús Franco (1973)
- La ragazza con gli stivali rossi (La femme aux bottes rouges), regia di Juan Luis Buñuel (1974)
- La cruz del diablo, regia di John Gilling (1975)
- Cipolla Colt, regia di Enzo G. Castellari (1975)
- Robin Hood, l'arciere di Sherwood (Robin Hood nunca muere), regia di Francesc Bellmunt (1975)
- ¡Bruja, más que bruja!, regia di Fernando Fernán Gómez (1977)
- Tigres de papel, regia di Fernando Colomo (1977)
- Solos en la madrugada, regia di José Luis Garci (1978)
- La chiave dell'amore (Cuentos eróticos), registi vari (1980)
- Mambrú se fue a la guerra, regia di Fernando Fernán Gómez (1986)
- Il viaggio in nessun luogo (El viaje a ninguna parte), regia di Fernando Fernán Gómez (1986)
- El mar y el tiempo, regia di Fernando Fernán Gómez (1989)
- El rey pasmado, regia di Imanol Uribe (1991)
- El abuelo, regia di José Luis Garci (1998)
- Oculto, regia di Antonio Hernández (2005)
- Bombay Goa Express, regia di Juan Estelrich Jr. (2016)

Televisione
- Tres eran tres' - serie TV, 13 episodi (1972-1973)
- Novela - serie TV, 13 episodi (1969-1974)
- El pícaro - serie TV, 3 episodi (1974-1975)
- Barrio Sésamo - serie TV, 4 episodi (1979-1980)
- Gatos en el tejado - serie TV, 13 episodi (1988)
- Cuéntame cómo pasó - serie TV, un episodio (2008)

### Regista
Cinema
- La chari se casa (1978) - cortometraggio
- La chiave dell'amore (Cuentos eróticos) (1980) - segmento Sueños rotos

Televisione
- Delirios de amor - serie TV, un episodio (1989)

### Sceneggiatrice
Cinema
- Casa de citas (1978)
- La chari se casa (1978) - cortometraggio

Televisione
- El pícaro - serie TV, 13 episodi (1974-1975)
- Delirios de amor - serie TV, un episodio (1989)

## Premi
- Medallas del Círculo de Escritores Cinematográficos
  - 1973: "Mejor Actriz" (Al otro lado del espejo)
- Sindacato Nazionale dello Spettacolo
  - 1970: "Mejor Actriz" (Pierna creciente, falda menguante)
- Spain Film Critics Association Awards
  - 1970: "Premio alla carriera"
- Premi Sant Jordi
  - 1979: "Mejor cortometraje" (La chari se casa)
- TP de Oro
  - 1974: "Mejor Actriz Nacional" (NovelaTres eran tres)
  - 1989: "Mejor Actriz" (Gatos en el tejado)